# Shahrestān di Farahan
Lo shahrestān di Farahan (farsi شهرستان فراهان) è uno dei 12 shahrestān della provincia di Markazi, il capoluogo è Farmahin. Lo shahrestān è suddiviso in 3 circoscrizioni (bakhsh): 
- Centrale (بخش مرکزی)
- Khenejin (بخش خنجین)
- Saruq (بخش ساروق)